# Froelichia xantusii
Froelichia xantusii là loài thực vật có hoa thuộc họ Dền. Loài này được R.A. McCauley mô tả khoa học đầu tiên năm 2004.